# Luitpold I.
Luitpold I., auch Liutpold, Luitbald, Lippold oder Lupoid († 1059), war von 1051 bis 1059 Erzbischof von Mainz.

## Leben
Luitpold stammte aus dem österreichischen Markgrafen- und Herzogsgeschlecht der Babenberger (→Stammliste der Babenberger). Im Kloster Fulda wurde er auf eine geistliche Laufbahn vorbereitet. In späteren Jahren war er Propst in Bamberg.
Er ließ eine hagiographische Lebensbeschreibung Erzbischof Bardos in Auftrag gegeben, die von einem Kaplan namens Vulkuld verfasst wurde.
Im Jahr 1052 nahm er mit Papst Leo IX. am Fest des heiligen Lukas an einer Feier im Bamberger Dom teil und war Zeuge der Bestätigung der Privilegien der Bamberger Kirche. In seiner Amtszeit gründete er an der Weser im nördlichen Hessen das Kloster Lippoldsberg. In Nörten gründete er eine Kollegiatkirche. Im Jahr 1054 hat er in Mainz eine Synode abhalten lassen.
Nachdem Heinrich III. seinen Sohn Heinrich IV. in Aachen vom Kölner Erzbischof Hermann II. krönen ließ, führte dies zu Verstimmungen mit Luitpold. Dieser beanspruchte das Krönungsrecht ausschließlich für die Mainzer Erzbischöfe.
Luitpold regierte vom Jahr 1051 bis zum 7. Dezember 1059 und wurde in dem von ihm 1055 gegründeten Kloster St. Jakobsberg auf dem »Schönen Berg« (Mons Speciosus) beerdigt.